# MemMonster
MemMonster — условно-бесплатный твикер, который представляет собой менеджер памяти и RAM-оптимизатор, разработанный специально для управления всеми процессами в оперативной памяти операционной системы Microsoft Windows с целью достижения более эффективной и быстрой работы.

## Описание
Утилита позволяет управлять процессами в оперативной памяти компьютера, а также оптимизировать их для наилучшего быстродействия системы. 
Позволяет чистить физическую память, производить оптимизацию, освобождение или дефрагментацию процессов, а также отводить заданное количество памяти под конкретный процесс, отключает ненужные DLL и многое другое. 
Все действия можно производить вручную или довериться на автоматическую работу MemMonster.